# Veronique Mang
Veronique Mang (Francia, 15 de diciembre de 1984) es una atleta francesa, especializada en la prueba de 4 × 100 m en la que llegó a ser subcampeona olímpica en 2004.

## Carrera deportiva
En los JJ. OO. de Atenas 2004 ganó la medalla de bronce en los relevos 4 x 100 metros, con un tiempo de 42.54 segundos, llegando a la meta tras Jamaica y Rusia, siendo sus compañeras de equipo: Muriel Hurtis, Sylviane Félix y Christine Arron.
Cinco años después, en el Campeonato Europeo de Atletismo de 2010 ganó la medalla de plata en la misma prueba, con un tiempo de 42.45 segundos, llegando a meta tras Ucrania y por delante de Polonia (bronce). Además ganó la medalla de plata en los 100 metros, con un tiempo de 11.11 segundos, llegando a meta tras la alemana Verena Sailer (oro con 11.10 s) y por delante de su compatriota la también francesa Myriam Soumaré (bronce).